# Блюто, Лотер
Лоте́р Блюто́ (фр. Lothaire Bluteau, род. 14 апреля 1957, Монреаль) — канадский актёр. Говорит как на французском, так и на английском языке. Наиболее известен по роли французского посла Шарля де Марильяка при дворе короля Генриха VIII в четвёртом сезоне исторического телесериала «Тюдоры» и Маркуса Альверса в третьем сезоне телесериала «24 часа». Также Блюто сыграл французского императора девятого века Карла II Лысого в третьем и четвёртом сезонах телесериала «Викинги». Среди множества ролей актёра в кино выделяется «Иисус из Монреаля» (Даниэль) и «Склонность» (Хорст).

## Награды и признание
В 1990 году Блюто получил премию «Джини» за лучшую мужскую роль за работу в фильме «Иисус из Монреаля», а в 1996 году был номинирован на эту же награду за фильм «Исповедь». Он был номинирован на AACTA за лучшую мужскую роль в фильме «Чёрная сутана».
Блюто получил награду как лучший актёр на Международном кинофестивале в Хихоне за роль в фильме «Склонность».